# واين ودسون
واين ودسون (بالإنجليزية: Wayne Woodson)‏ هو ممثل أمريكي، ولد في 13 يناير 1949.

## وصلات خارجية
- واين ودسون على موقع IMDb (الإنجليزية)